# Sadky (obwód rówieński)
Sadky (ukr. Садки, hist. pol. Kurhany) – wieś na Ukrainie, w obwodzie rówieńskim, w rejonie rówieńskim, w hromadzie Hołowin. W 2001 liczyła 226 mieszkańców, spośród których 806 wskazało jako ojczysty język ukraiński, 4 rosyjski, a 1 inny.
W okresie międzywojennym wieś Kurhany znajdowała się w granicach II RP, wchodząc w skład gminy Kostopol w powiecie kostopolskim, w województwie wołyńskim.